# Epistrophe
Az Epistrophe (magyar nevén a rétizengőlegyek) a rovarok (Insecta) osztályának a kétszárnyúak (Diptera) rendjébe, ezen belül a légyalkatúak (Brachycera) alrendjébe és a zengőlégyfélék (Syrphidae) családjába tartozó nem.

## Tudnivalók
Az Epistrophe-fajok közepes méretű zengőlegyek, melyek az erdőkben, erdőszéleken és ligetesekben élnek. A lárváik általában zöldek és laposak, a lombkoronaközé próbálnak elrejtőzni. A lárvák a levéltetvek (Aphidoidea) ragadozói; a nőstények gyakran a levéltetű kolóniákba rakják le petéiket. A lárvák nyolc nap után diapauzás stádiumot érnek el; csak a következő tavasszal bábozódnak be és válnak imágóvá.
A fajokat ebbe a két alnembe sorolják be: Epistrophe Walker, 1852 és Epistrophella Dusek & Láska, 1967.

## Rendszerezés
A nembe többek között az alábbi fajok tartoznak. A hazánkban előforduló 10 fajnak ajánlott magyar nevük is van Tóth Sándor Képes zengőlégyhatározója szerint:
- Epistrophe annulitarsis (Stackelberg, 1918)
- Epistrophe cryptica Doczkal & Schmid, 1994 - ritka rétizengőlégy
- Epistrophe diaphana (Zetterstedt, 1843) - sárgalábú rétizengőlégy
- Epistrophe eligans (Harris, 1780) - változékony rétizengőlégy
- Epistrophe emarginata (Say, 1823)
- Epistrophe euchroma (Kowarz), 1885) - májusi rétizengőlégy
- Epistrophe flava Doczkal & Schmid, 1994 - szélessávú rétizengőlégy
- Epistrophe grossulariae (Meigen, 1822) - nagy rétizengőlégy
- Epistrophe jilinensis Hao , Huo & Ren, 2012
- Epistrophe leiophthalma (Schiner & Egger, 1853)
- Epistrophe melanostoma (Zetterstedt, 1843) - feketeszájú rétizengőlégy
- Epistrophe melatarsis Hao , Huo & Ren, 2012
- Epistrophe metcalfi (Fluke, 1933)
- Epistrophe nitidicollis (Meigen, 1822) - ragyogó rétizengőlégy
- Epistrophe obscuripes (Strobl, 1910) - keskenyarcú rétizengőlégy
- Epistrophe ochrostoma (Zetterstedt, 1849) - kis rétizengőlégy
- Epistrophe terminalis (Curran, 1925)
- Epistrophe xanthostoma (Williston, 1887)

## Fordítás
- Ez a szócikk részben vagy egészben  az   Epistrophe (fly) című angol Wikipédia-szócikk ezen változatának fordításán alapul.  Az eredeti cikk szerkesztőit annak laptörténete sorolja fel. Ez a jelzés csupán a megfogalmazás eredetét és a szerzői jogokat jelzi, nem szolgál a cikkben szereplő információk forrásmegjelöléseként.